# Micromyrtus placoides
Micromyrtus placoides är en myrtenväxtart som beskrevs av Barbara Lynette Rye. Micromyrtus placoides ingår i släktet Micromyrtus och familjen myrtenväxter. Inga underarter finns listade i Catalogue of Life.